# Сокотранський полоз
Сокотранський полоз (Hemerophis socotrae) — неотруйна змія з родини вужевих, єдиний представник роду Hemerophis. Ендемік архіпелагу Сокотра, Ємен. Мешкає на островах архіпелагу: Сокотра, Дарса і Самха.

## Опис
Самці досягають у довжину 148 см, при довжині хвоста 37 см. Самки довжиною 100 см, при довжині хвоста 25 см. Забарвлення тіла рожевого кольору з чергующимися плямами темно-коричневого або оливкового кольору, обрамленими плямами чорного кольору. Верхня частина голови оливкового, темно-коричневого або чорного кольору. У середині спини простори між оливковими смужками менш чіткі і мають чорні плями. На хвості окрас майже рівномірно оливковий. Черево рожево-біле.
Активний в ранковий і вечірній час. Полює на ящірок і мишей, а також на рибу.